# ATC kód L04
ATC kód L04 Imunosupresiva je hlavní terapeutická skupina anatomické skupiny L. Antineoplastika a imunomodulující léčiva .

## L04A Imunosupresivní léčiva

### L04AA Selektivní imunosupresiva
L04AA02 Muromonab-CD3
L04AA03 Antilymfocytární imunoglobulin (koňský)
L04AA04 Antithymocytární imunoglobulin (králičí)
L04AA06 Kyselina mykofenolová
L04AA10 Sirolimus
L04AA13 Leflunomid
L04AA15 Alefacept
L04AA18 Everolimus
L04AA19 Gusperim
L04AA21 Efalizumab
L04AA22 Abetimus
L04AA23 Natalizumab
L04AA24 Abatacept
L04AA25 Ekulizumab
L04AA26 Belimumab
L04AA27 Fingolimod
L04AA28 Belatacept
L04AA29 Tofacitinib
L04AA31 Teriflunomid
L04AA32 Apremilast
L04AA33 Vedolizumab
L04AA34 Alemtuzumab
L04AA35 Begelomab
L04AA36 Okrelizumab
L04AA37 Baricitinib
L04AA40 Kladribin

### L04AB inhibitory tumor nekrotizujícího faktoru alfa (TNF-alfa)
L04AB01 Etanercept
L04AB02 Infliximab
L04AB03 Afelimomab
L04AB04 Adalimumab
L04AB05 Certolizumab pegol
L04AB06 Golimumab

### L04AC inhibitory interleukinu
L04AC01 Daklizumab
L04AC02 Basiliximab
L04AC03 Anakinra
L04AC04 Rilonacept
L04AC05 Ustekinumab
L04AC07 Tocilizumab
L04AC08 Kanakinumab
L04AC09 Briakinumab
L04AC10 Sekukinumab
L04AC11 Siltuximab
L04AC12 Brodalumab
L04AC13 Ixekizumab
L04AC14 Sarilumab
L04AC15 Sirukumab
L04AC16 Guselkumab

### L04AD inhibitory kalcineurinu
L04AD01 Cyklosporin
L04AD02 Takrolimus
L04AD03 Voklosporin

### L04AX Jiná imunosupresiva
L04AX01 Azathioprin
L04AX02 Thalidomid
L04AX03 Methotrexát - pouze některé přípravky pro perorální užití, ostatní patří pod ATC kód L01BA01
L04AX04 Lenalidomid
L04AX05 Pirfenidon
L04AX06 Pomalidomid

## Poznámka
- Registrované léčivé přípravky na území České republiky.
- Informační zdroj: Státní ústav pro kontrolu léčiv, Všeobecná zdravotní pojišťovna.